# Хайнрихсвальде (посёлок в Германии)
Хайнрихсвальде (нем. Heinrichswalde) — община в Германии, в земле Мекленбург-Передняя Померания.
Входит в состав района Иккер-Рандов. Подчиняется управлению Торгелов-Фердинандсхоф. Население составляет 484 человека (2009); в 2003 г. — 566. Занимает площадь 14,30 км².
| Год  | Население |
| ---- | --------- |
| 1991 | 639       |
| 1995 | 587       |
| 2000 | 549       |
| 2005 | 545       |
| 2010 | 470       |